# Зијо Диздаревић
Зијо Диздаревић (Витина код Љубушког 18. фебруар 1916 — логор Јасеновац 1942) је био југословенски књижевник.

## Биографија
Рођен је 1916.у малом херцеговачком мјесту Витина, у муслиманској породици од оца Шефкије и мајке Селиме. Од 1920. са породицом је живио у Фојници, која је предмет свих његових приповедака. Основну школу завршио је 1926. године у Фојници, Нижу шеријатску гимназију 1930. и Учитељску школу 1936. године у Сарајеву. Током 1934. године оболио је од туберкулозе плућа, са повременим погоршањима, али га то није спријечило да настави школовање. У то вријеме, истицао се у раду литерарно-умјетничког друштва Младост. Прве књижевне радове објавио је 1935. године у сарајевском часопису "Опленац" и ужичком "Учитељском подмлатку". У Сарајеву није могао добити учитељско мјесто нити које друго запослење због политичке активности, иако болестан често се бавио и физичким радом да би се прехранио. Још као ученик Учитељске школе Зијах се прикључио напредном омладинском покрету и посветио јавном раду. Био је члан СКОЈ-а. Од средине јануара до марта 1937. године био је скоро стално под надзором полиције, као истакнути учесник у штрајковима у Средњој техничкој школи и Гази Хусрев-беговој медреси. Револуционарно дјеловање наставио је као студент Педагогије на Филозофском факултету у Београду који је уписао 1937. Из београдских студентских дана веже га чврсто пријатељство са писцем Бранком Ћопићем. На Факултету је био члан и у управи Удружења студената "Петар Кочић" на Универзитету у Београду и Академског пјевачког друштва "Обилић". Као врсни виолиниста Диздаревић је имао и свој оркестар. Издржавао се дајући инструкције и свирањем виолине у кафанама. Послије бијега, почетком априла 1941. из београдског затвора у првој години Другог свјетског рата дјеловао је као илегалац у Фојници и Сарајеву. Дан прије одласка у партизане, једне новембарске ноћи 1941. године у сарајевској градској кафани препознао га је неки агент. Ухапшен је од стране усташа и у једном транспорту упућен у логор Јасеновац. С посљедњег путовања успио је кришом да се јави мајци једном дописницом из Зенице. Била је то посљедња писана ријеч пјесникова. Убијен у рано пролеће 1942.

## Књижевни рад
Први објављени књижевни радови "Халуцинације" и "Записи болесног човјека" 1935. године наговијестили су даровитог писца. У периоду од 1937. до 1941. године написао је више приповједака и објавио их у "Путоказу" (Бијег Авдана Мујкића, Рамазанска ноћ), "Прегледу" (Умирања – из циклуса "Јесени") и "Политици" (У босанској кафани, Мујо телал, Питања над касабом, Абидагина ограма, Лукина одлука, Брко ми је прич’о, Машо цјепар, Мајка, Тифанова побуна, Благо у дувару, Отмица, Буде то, Први немири, Бошњаклук Јозе Чавара, Јесен у мојој касаби, Просањане јесени, Један дан у мојој касаби, Наза везиља, Бркина прича о куги, Студени путеви Мешана Ћоре, Свједок Мујо Тица, Зимска слика). У кратким приповеткама слика атмосферу и житеље босанске касабе непосредно пред Други светски рат настојећи да проникне у неправедности друштвеног поретка и односа који се рефлектују у животу "чаршинлија" подељених на богате и сиромашне.
На основу Диздаревићеве приповетке 1975. године снимљен је црно-бели телевизијски филм "Благо у дувару" у режији Александра Јевђевића.